# Czesław Kończal
Czesław Kończal (ur. 25 czerwca 1924 w Poznaniu, zm. 2 lipca 1978) – polski działacz ruchu robotniczego i polityk komunistyczny, poseł na Sejm PRL VI kadencji.

## Życiorys
Był synem Stanisława (pracownika pocztowego) oraz Józefy z domu Karbowiak. W 1938 skończył szkołę podstawową, podejmując edukację w gimnazjum. Podczas okupacji niemieckiej był robotnikiem w fabryce samolotów w poznańskiej Ławicy. W czasie walk o wyzwolenie Poznania zgłosił akces do oddziałów sapersko-wywiadowczych. Brał udział w szturmie na Cytadelę, podczas którego w styczniu 1945 został ranny. Po wojnie został ślusarzem w Zakładach Przemysłu Metalowego Hipolita Cegielskiego. Zajmował następnie stanowiska kontrolera produkcji i brygadzisty. W połowie grudnia 1946 przystąpił do Polskiej Partii Robotniczej. Przez cały okres pracy w Poznaniu był członkiem organizacji partyjnej w Zakładach Cegielskiego. W latach 1947–1949 zasiadał w egzekutywie Komitetu Fabrycznego kolejno PPR i (od grudnia 1948) Polskiej Zjednoczonej Partii Robotniczej, w Fabryce Obrabiarek (W-4) Zakładów Cegielskiego. Był także członkiem egzekutywy podstawowej organizacji partyjnej oraz był sekretarzem oddziałowej organizacji partyjnej. W 1949 został etatowym pracownikiem aparatu PZPR (początkowo – do 1950 – jako instruktor Wydziału Ekonomicznego Komitetu Wojewódzkiego w Poznaniu).
Po utworzeniu województwa zielonogórskiego został zastępcą kierownika, a w latach 1953–1957 był kierownikiem Wydziału Ekonomicznego KW PZPR w Zielonej Górze. W 1955 ukończył studia dyplomowe w trybie zaocznym w Wyższej Szkole Nauk Społecznych przy KC PZPR. W 1957 został sekretarzem KW PZPR w Poznaniu (był nim do 1960) i został członkiem egzekutywy KW (którym był do 1978). W latach 1960–1964 pełnił funkcję I sekretarza Komitetu Miejskiego PZPR w Poznaniu. W 1964 uzyskał na Uniwersytecie im. Adama Mickiewicza w Poznaniu dyplom magistra prawa. Od 1965 do końca 1971 był sekretarzem KW PZPR w Poznaniu ds. budownictwa i gospodarki komunalnej.
Przysłużył się rozwojowi budownictwa mieszkaniowego w Poznaniu. W 1969 został radnym Rady Narodowej miasta Poznania oraz członkiem Rady Naczelnej Związku Bojowników o Wolność i Demokrację. W latach 1972–1976 pełnił mandat posła na Sejm PRL VI kadencji. W 1972 został także przewodniczącym Wojewódzkiej Rady Związków Zawodowych. Był także członkiem prezydium Centralnej Rady Związków Zawodowych.
Zmarł w Poznaniu 2 lipca 1978 i został pochowany w Alei Zasłużonych na cmentarzu Junikowskim. Był żonaty z Władysławą Gerwazik, miał syna Andrzeja.